# Close Enough – Zum Greifen Nah
Close Enough – Zum Greifen Nah ist ein deutsches Kurzfilm-Drama aus dem Jahr 2013, das von Mirijam Verena Jeremic nicht nur produziert und geschnitten wurde, sondern für das sie auch das Drehbuch schrieb und in der Hauptrolle zu sehen ist. Regie führte Alois Rikardo Knapps. Nicolai Tegeler und Micaela Bara spielen tragende Rollen.

## Inhalt
Thematisiert wird das Kriegstrauma der Malerin Jasmin. Vorrangig geht es um eine Dreiecksbeziehung zwischen Jasmin und dem Dozenten Lukas, der gleichzeitig auch Freund ihrer Tochter Marija ist. Marija entstammt einer Vergewaltigung Jasmins während des Kriegs in Bosnien. Jasmin war seinerzeit erst fünfzehn Jahre und brachte ihre Tochter mit sechzehn zur Welt. Nachdem sie nach Berlin geflüchtet war, zog sie das Mädchen dort ganz allein groß. Immer noch leidet die junge Frau unter Alpträumen, in denen sie sich in die damalige schlimme Situation zurückversetzt sieht, und erwacht dann schweißgebadet.
Da Jasmin ihrer Tochter gegenüber immer geschwiegen hat, wenn sie etwas über ihren Vater wissen wollte, konfrontiert sie Marija eines Tages mit der Vermutung, dass ihre Mutter sich prostituiere und sie das Produkt käuflicher Liebe sei. Jasmin bringt es auch jetzt nicht über sich, ihrer Tochter die Wahrheit zu erzählen.
Den Hintergrund des Films bildet der Konflikt zwischen Serben und bosnischen Muslimen, der dezent aufgegriffen wird.

## Produktion und Veröffentlichung
Der Film wurde produziert in Zusammenarbeit mit Fridamovies Germany. Die Musik wurde von RUIN & Solistenensemble Kaleidoskop komponiert. Unter anderem ist das Lied Satan Comes, Satan Leaves zu hören.
Erstmals zu sehen war Close Enough – Zum Greifen Nah am 7. Februar 2014 auf dem Berliner Independent Filmfestival „Boddinale“. Vorgestellt wurde er außerdem auf dem 2nd International Movie Festival, Kino Sputnik, sowie auf dem Bildrausch Festival in Berlin.